# Migliore calciatore della Serie B AIC

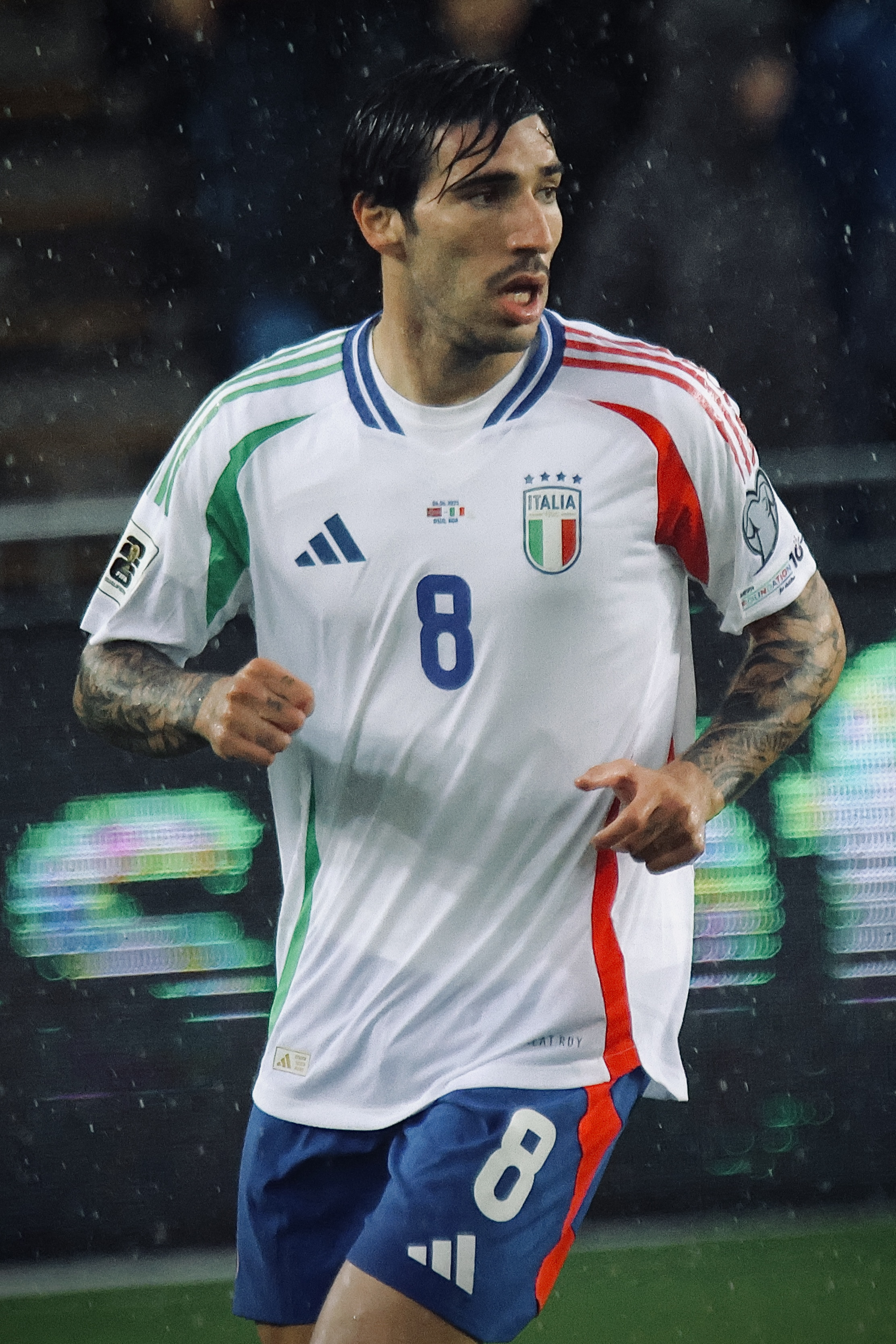
L'italiano Sandro Tonali, per 2 volte migliore giovane della Serie B AIC.

Il titolo di Migliore Giovane della Serie B è un premio calcistico assegnato nella serata del Gran Galà del calcio AIC dall'Associazione Italiana Calciatori.
È premiato un calciatore che militi nel campionato di calcio italiano di Serie B e che si sia distinto per le sue positive prestazioni nella stagione calcistica precedente. 

## Albo d'oro
| Anno | Giocatore              | Nazionalità   | Squadra       |               |
| ---- | ---------------------- | ------------- | ------------- | ------------- |
| 2011 | Stephan El Shaarawy    | Italia        | Padova        |               |
| 2012 | Lorenzo Insigne        | Italia        | Pescara       |               |
| 2012 | Marco Verratti         | Italia        | Pescara       |               |
| 2012 | Ciro Immobile          | Italia        | Pescara       |               |
| 2013 | Domenico Berardi       | Italia        | Sassuolo      |               |
| 2014 | Daniele Rugani         | Italia        | Empoli        |               |
| 2015 | Adam Masina            | Italia        | Bologna       |               |
| 2016 | Leonardo Morosini      | Italia        | Brescia       |               |
| 2017 | Alessio Cragno         | Italia        | Benevento     |               |
| 2018 | Sandro Tonali          | Italia        | Brescia       |               |
| 2019 | Sandro Tonali          | Italia        | Brescia       |               |
| 2020 | Non assegnato          | Non assegnato | Non assegnato | Non assegnato |
| 2021 | Samuele Ricci          | Italia        | Empoli        |               |
| 2022 | Federico Gatti         | Italia        | Frosinone     |               |
| 2023 | Giovanni Fabbian       | Italia        | Reggina       |               |
| 2024 | Francesco Pio Esposito | Italia        | Spezia        |               |

## Vincitori
- 2 premi
  - Sandro Tonali.

- 1 premio
  - Domenico Berardi, Alessio Cragno, Stephan El Shaarawy, Francesco Pio Esposito, Giovanni Fabbian, Federico Gatti, Ciro Immobile, Lorenzo Insigne, Adam Masina, Leonardo Morosini, Samuele Ricci, Daniele Rugani, Marco Verratti.

## Classifica per club
| Club      | Calciatori | Totale |
| --------- | ---------- | ------ |
| Brescia   | 2          | 3      |
| Pescara   | 3          | 3      |
| Empoli    | 2          | 2      |
| Benevento | 1          | 1      |
| Bologna   | 1          | 1      |
| Frosinone | 1          | 1      |
| Padova    | 1          | 1      |
| Sassuolo  | 1          | 1      |
| Spezia    | 1          | 1      |
| Reggina   | 1          | 1      |